# 张忠 (霸州)
張忠（?—?），顺天府霸州（今河北省霸州市）人，明朝宦官。

## 生平
正德年间任御马监太监，侍明武宗于豹房，与司礼监张雄、东厂张豹（张锐）并称“三张”。正德九年（1514年），监督宣大（宣府大同）军务，他贪大盗张茂之财，结拜为弟弟，入豹房，与明武宗蹴鞠。张雄因为怨恨父亲自宫，张锐自称捕妖有功，加禄至一百二十石。三人与宁王朱宸濠勾结，助朱宸濠叛乱。宁王反，張忠等人劝明武宗亲征。嘉靖初年，明世宗采纳御史王钧等言，发配张忠充军孝陵卫，张雄、张锐下都察院治罪。